# فرودگاه اسکای مینر (نیوجرسی)
فرودگاه اسکای مینر (نیوجرسی) (به انگلیسی: Sky Manor Airport (New Jersey)) یک فرودگاه همگانی بهره‌برداری هوایی است که یک باند فرود آسفالت دارد و طول باند آن ۸۸۴ متر است. این فرودگاه در کشور ایالات متحده آمریکا قرار دارد و در ارتفاع ۱۷۰٫۷ متری از سطح دریا واقع شده است.